# Burocracia celestial
A Burocracia celestial é o panteão da mitologia chinesa. Como o próprio nome sugere, é organizado de forma similar a um governo, com o Imperador Amarelo como o oficial mais velho, para quem as outras divindades devem se reportar. Os integrantes desta burocracia são escolhidas no submundo, onde as almas extremamente boas subirão aos céus por meio de provas parecidas com as que temos em nosso mundo. Eles governam aspectos e acontecimentos do mundo terreno como o fogo ou epidemias. Muitos imortais notáveis estão neste panteão e pode-se candidatar a um cargo nele, uma vez que se possua determinados poderes divinos, ou tenha realizado façanhas, podendo, assim, receber um título honorífico ou uma recompensa. Perceba que há forças espirituais maiores que isso, como Tai Shan Lao Jun e os três mestres sagrados do Dao.